# عصفور الأراضي العشبية
عصفور الأراضي العشبية هو نوع من الطيور يتبع فصيلة الدرسات. ويوجد في الأرجنتين، بوليفيا، البرازيل، كولومبيا، غويانا الفرنسية، غيانا، باراغواي، بيرو، سورينام، الأوروغواي، فنزويلا. أما موطنه الطبيعي فهو مناطق السافانا الجافة والمناطق شبه الاستوائية والمناطق الاستوائي والأراضي الرطبة ومناطق الأراضي العشبية المنخفضة والمراعي.

## الوصف
عصفور الأراضي العشبية هو نوع ذو رأس كبيرة وذيل قصير؛ ويبلغ إجمالي طوله حوالي 13 سم. أجنحته قصيرة وسيقانه طويلة إلى حدٍ ما. أجزاؤه العلوية ذات لون رمادي مظلم باللون الأسود. الصدر والأجنحة برتقالية أو قرنفلية مائلة
للرمادي، أما الأجزاء السفلية فبيضاء باهتة. حلقة العين بيضاء ضيقة، وتوجد بقعة صفراء على
أعرافها، وبقعة أخرى على منحنى الجناح. غناؤها عبارة عن سلسلة عالية النبرة لكنها رقيقة "إييي، تيليي، تييييي". يشبه هذا الطائرة في مظهره عصفور أصفر الحاجبين، لكن للأخير لون أصفر على وجهه وصوته متميز تماماً.

## التوزيع والعادات
هذا العصفور طائر أصيل في النصف الغربي من أمريكا الجنوبية. وتشمل مناطقه الأرجنتين وبوليفيا والبرازيل وكولومبيا وغيانا الفرنسية وغيانا وباراغواي وبيرو وسورينام وأوروغواي وفنزويلا. موطنه الطبيعي أراضي السافانا ذات الأعشاب الطويلة، لكنه يسكن المراعي ومناطق السيرادو أيضاً. كما يوجد في المناطق المنخفضة وعلى ارتفاعات تصل إلى حوالي 1100 متر، وقد يتواجد في مناطق أعلى في جنوب فنزويلا.

## السلوك
يتغذى هذا النوع من الطيور على ما تعطيه الأرض وينتقل خلسةً إلى الغطاء النباتي إذا شعر بالانزعاج. يمكن ملاحظته عندما يغرّد على جثم مرتفع، ويتغذى في العراء في الصباح الباكروفي وقت متأخر من المساء. يتكون عذاؤه من العشب والبذور، والحشرات الصغيرة، تحديداً خلال موسم التكاثر. يكون العش بشكل كوب ويبنيه على الأرض مع مدخل من خلال أوراق الشجر.

## حالة الحفظ
عصفور الأراضي العشبية هو طائر شائع ذو تنوّع واسع جداً. لا توجد تهديدات محددة معروفة لهذا الطائر، وقد قدّر الاتحاد الدولي لحفظ الطبيعة حالة الحفظ له على أنه غير مهدد.